# Angela Haynes
Angela Haynes (Bellflower, Kalifornia, 1984. szeptember 27. –) amerikai teniszezőnő.
2002–2014 kztti profi pályafutása során két egyéni és nyolc páros ITF-tornát nyert meg. Legjobb egyéni világranglista-helyezése a 95. hely volt, ezt 2005. augusztus 22-én érte el, párosban a legjobbjaként a 86. helyen állt 2008. szeptember 15-én.
A Grand Slam-tornákon a legjobb egyéni eredményét a 2004-es US Openen érte el, ahol a 3. körig jutott. Párosban a legjobb eredménye a 2008-as wimbledoni tornán elért 2. kör.

## WTA döntői

### Páros

#### Elveszített döntője (2)
| Összesítés           |                        |
| Grand Slam-torna (0) |                        |
| Tier I (0)           | Premier Mandatory* (0) |
| Tier II (0)          | Premier Five* (0)      |
| Tier III (0)         | Premier* (0)           |
| Tier IV (0)          | International* (0)     |
| Tier V (0)           | Challenger* (0)        |

* 2009-től megváltozott a tornák rendszere.
 Az egymás mellett azonos színnel jelölt tornatípusok között nincs teljes mértékű megfelelés.
| No. | Dátum               | Torna                                                                           | Borítás | Partner            | Ellenfél                            | Eredmény |
| --- | ------------------- | ------------------------------------------------------------------------------- | ------- | ------------------ | ----------------------------------- | -------- |
| 1.  | 2005. augusztus 14. | LA Women’s Tennis Championships, Carson, Kalifornia, Egyesült Államok           | Kemény  | Betanie Mattek     | Jelena Gyementyjeva Flavia Pennetta | 2–6, 4–6 |
| 2.  | 2008. február 24.   | U.S. National Indoor Tennis Championships, Memphis, Tennessee, Egyesült Államok | Kemény  | Mashona Washington | Lindsay Davenport Lisa Raymond      | 3–6, 1–6 |

## ITF-döntői

### Egyéni: 8 (2–6)
| Díjazás        |
| -------------- |
| $100,000 torna |
| $75,000 torna  |
| $50,000 torna  |
| $25,000 torna  |
| $10,000 torna  |

| Eredmény | No. | Dátum             | Torna                           | Borítás | Ellenfél             | Eredmény            |
| -------- | --- | ----------------- | ------------------------------- | ------- | -------------------- | ------------------- |
| Döntős   | 1.  | 2003. május 19.   | El Paso, Egyesült Államok       | Kemény  | Milangela Morales    | 6–3, 6–7(3), 6–7(4) |
| Győztes  | 1.  | 2003. május 26.   | Houston, Egyesült Államok       | Kemény  | Alyssa Cohen         | 7–6(8), 4–6, 6–1    |
| Döntős   | 2.  | 2003. június 22.  | Dallas, Egyesült Államok        | Kemény  | Jamea Jackson        | 7–6(5), 6–3         |
| Döntős   | 3.  | 2004. május 18.   | El Paso, Egyesült Államok       | Kemény  | Cindy Watson         | 3–6, 6–7(3)         |
| Győztes  | 2.  | 2007. június 4.   | Hilton Head, Egyesült Államok   | Kemény  | Chanelle Scheepers   | 3–6, 6–2, 6–4       |
| Döntős   | 4.  | 2007. június 11.  | Allentown, Egyesült Államok     | Kemény  | Chanelle Scheepers   | 3–6, 6–2, 1–6       |
| Döntős   | 5.  | 2007. október 15. | Lawrenceville, Egyesült Államok | Kemény  | Julie Ditty          | 6–7(6), 4–6         |
| Döntős   | 6.  | 2008. január 20.  | Surprise, Egyesült Államok      | Kemény  | Szeszil Karatancseva | 2–6, 6–4, 4–6       |

### Páros: 20 (8–12)
| Eredmény | No. | Dátum                | Torna                                   | Borítás | Partner            | Ellenfelek                         | Eredmény            |
| -------- | --- | -------------------- | --------------------------------------- | ------- | ------------------ | ---------------------------------- | ------------------- |
| Döntős   | 1.  | 2003. június 29.     | Edmond, Oklahoma, Egyesült Államok      | Kemény  | Jacqueline Trail   | Julie Ditty Kelly McCain           | 3–6, 3–6            |
| Döntős   | 2.  | 2004. május 25.      | Houston, Egyesült Államok               | Kemény  | Ahsha Rolle        | Bruna Colosio Anne Mall            | 6–7(5), 4–6         |
| Győztes  | 1.  | 2004. június 8.      | Allentown, Egyesült Államok             | Kemény  | Diana Ospina       | Cory Ann Avants Varvara Lepchenko  | 6–0, 6–2            |
| Döntős   | 3.  | 2005. október 11.    | San Francisco, Egyesült Államok         | Kemény  | Francesca Lubiani  | Ansley Cargill Tara Snyder         | 6–7(2), 5–7         |
| Döntős   | 4.  | 2005. október 18.    | Houston, Egyesült Államok               | Kemény  | Bethanie Mattek    | Christina Fusano Raquel Kops-Jones | 4–6, 3–6            |
| Győztes  | 2.  | 2006. május 16.      | Palm Beach Gardens, Egyesült Államok    | Salak   | Raquel Kops-Jones  | Ansley Cargill Marie-Ève Pelletier | 6–3, 6–3            |
| Győztes  | 3.  | 2007. május 13.      | Indian Harbour Beach, Egyesült Államok  | Salak   | Monique Adamczak   | Carly Gullickson Lilia Osterloh    | 6–1, 3–6, 6–4       |
| Döntős   | 5.  | 2007. május 28.      | Carson, Kalifornia, Egyesült Államok    | Kemény  | Lindsay Lee-Waters | Kim Grant Sunitha Rao              | 4–6, 4–6            |
| Döntős   | 6.  | 2007. június 11.     | Allentown, Egyesült Államok             | Kemény  | Lindsay Lee-Waters | Ryōko Fuda Sunitha Rao             | 7–6(3), 4–6, 1–6    |
| Győztes  | 4.  | 2007. szeptember 17. | Albuquerque, Egyesült Államok           | Kemény  | Czink Melinda      | Līga Dekmeijere Varvara Lepchenko  | 7–5, 6–4            |
| Győztes  | 5.  | 2007. október 1.     | Troy, Egyesült Államok                  | Kemény  | Mashona Washington | Eva Hrdinová Marie-Ève Pelletier   | 6–4, 6–2            |
| Győztes  | 6.  | 2007. október 1.     | San Francisco, Egyesült Államok         | Kemény  | Raquel Kops-Jones  | Jorgelina Cravero Betina Jozami    | 3–6, 6–4, [10–7]    |
| Döntős   | 7.  | 2007. november 12.   | La Quinta, Kalifornia, Egyesült Államok | Kemény  | Mashona Washington | Christina Fusano Ashley Harkleroad | 2–6, 2–6            |
| Döntős   | 8.  | 2008. január 21.     | Waikoloa, Egyesült Államok              | Kemény  | Mashona Washington | Maria Fernanda Alves Betina Jozami | 5–7, 4–6            |
| Győztes  | 7.  | 2008. március 17.    | Redding, Kalifornia, Egyesült Államok   | Kemény  | Abigail Spears     | Csan Csin-vej Tetiana Luzhanska    | 6–4, 6–3            |
| Döntős   | 9.  | 2008. augusztus 11.  | Bronx, Egyesült Államok                 | Kemény  | Ahsha Rolle        | Raquel Kops-Jones Abigail Spears   | 4–6, 3–6            |
| Döntős   | 10. | 2008. szeptember 22. | Troy, Egyesült Államok                  | Kemény  | Sunitha Rao        | Raquel Kops-Jones Abigail Spears   | 2–6, 0–6            |
| Döntős   | 11. | 2008. november 10.   | San Diego, Egyesült Államok             | Kemény  | Mashona Washington | Christina Fusano Alexa Glatch      | 3–6, 3–6            |
| Döntős   | 12. | 2009. április 27.    | Charlottesville, Egyesült Államok       | Kemény  | Alina Zsidkova     | Carly Gullickson Nicole Kriz       | 5–7, 6–3, [7–10]    |
| Győztes  | 8.  | 2010. június 7.      | El Paso, Egyesült Államok               | Kemény  | Ahsha Rolle        | Lindsay Lee-Waters Ashley Weinhold | 6–3, 6–7(5), [10–7] |

## Év végi világranglista-helyezései
| Év     | 2002 | 2003 | 2004 | 2005 | 2006 | 2007 | 2008 | 2009 | 2010 |
| Egyéni | 851. | 186. | 133. | 135. | 175. | 217. | 148. | 161. | 554. |
| Páros  | –    | 568. | 237. | 110. | 204. | 148. | 99.  | 178. | 369. |